# Vito
Vito je moško osebno ime.

## Izvor imena
Ime Vito je krajša oblika imena Vitomir.

## Pogostost imena
Po podatkih Statističnega urada Republike Slovenije je bilo na dan 31. decembra 2007 v Sloveniji 537 oseb z imenom Vito.

## Osebni praznik
V koledarju je ime Vito skupaj z imenom Vid odnosno Vitomir, god praznuje 15. junija.

## Znane osebe
- Vito Berginc, slovenski častnik
- Vito Corleone, newjorški mafijski šef
- Vito Hazler, slovenski etnolog in pedagog
- Vito Turk, slovenski biokemik
- Vito Žuraj, slovenski skladatelj
- Vito Bašelj, vladar krnic